# Dangerously in Love
Dangerously in Love је 1 студијски албум поп певачице Бијонсе Ноулс, који је изашао 22. јуна 2003. у издању Колумбија рекордса.

## Списак песама
1. „Crazy in Love“ (featuring Jay-Z) – 3:56
2. „Naughty Girl“ – 3:29
3. „Baby Boy“ (featuring Sean Paul) – 4:04
4. „Hip-hop star“ (featuring Big Boi and Sleepy Brown) – 3:43
5. „Be with you“ – 4:20
6. „Me, myself and I“ – 5:01
7. „Yes“ – 4:19
8. „Sings“ (featuring Missy Elliott) – 4:59
9. „Speechless“ – 6:00
10. „That's how you like it“ (featuring Jay-Z) – 3:40
11. „The Closer I Get to You“ (duet s Luther Vandross) – 4:57
12. „Dangerously in Love 2“ – 4:54
13. „Beyoncé interlude“ – 0:16
14. „Gift from Virgo“ – 2:46
15. „Work It Out“ – 4:06
16. „'03 Bonnie & Clyde“ – 3:26

## Синглови
| #  |  |                                                                                           |                                                      |  |
| -- |  | ----------------------------------------------------------------------------------------- | ---------------------------------------------------- |  |
| 1. |  | „Work It Out” • Austin Powers in Goldmember: Music from the Motion Picture                | 11. јун 2002.                                        |  |
| 2. |  | „'03 Bonnie & Clyde” Jay-Z featuring Бијонсе Ноулс • The Blueprint²: The Gift & the Curse | 24. октобар 2002.                                    |  |
| 3. |  | „Crazy in Love” Бијонсе Ноулс featuring Jay-Z                                             | 23. јун 2003.                                        |  |
| 4. |  | „Baby Boy” Бијонсе Ноулс featuring Sean Paul • Dutty Rock                                 | 9. септембар 2003. 3. октобар 2003. 6. октобар 2003. |  |
| 5. |  | „Me, myself and I”                                                                        | 21. октобар 2003. 16. децембар 2003.                 |  |
| 6. |  | „Naughty Girl”                                                                            | 30. март 2004. 20. април 2004. 23. април 2004.       |  |